# ドラッグレース

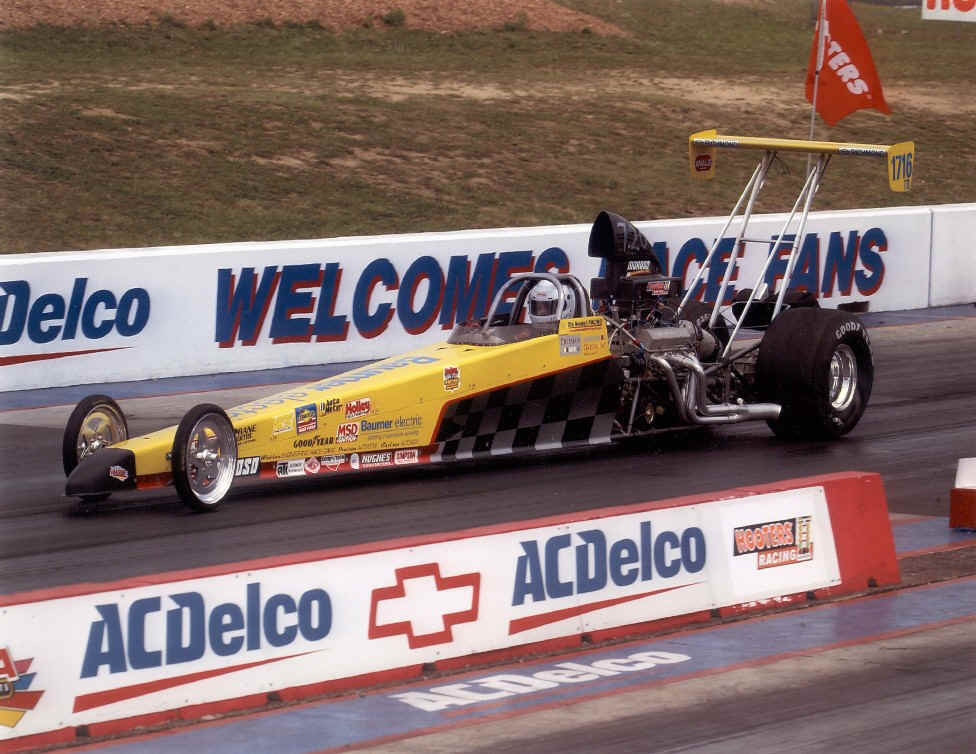
「ドラッグスター」と呼ばれるドラッグレース専用車両

ドラッグレース（英: Drag race）は、アメリカを発祥とする、直線コース上で停止状態から発進し、ゴールまでの時間を競うモータースポーツ。このスポーツに挑戦する者はドラッグレーサー（Drag racer）と呼ばれる。
引っ張られているように見えるほど速いことからDrag raceと呼ばれるようになった。

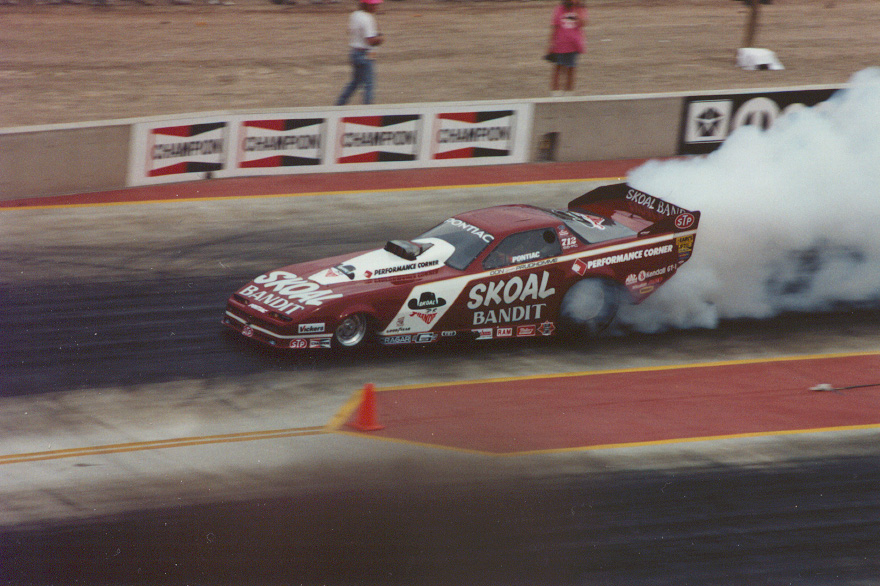
ファニーカーと呼ばれるボディ付きの車両

## 概要
大馬力のチューニングカーやドラッグレース専用車両を使い、シグナルが変わる瞬間の一瞬の反射神経と、巨大なトルクをいかに確実に路面からの推力に変換しパワーを乗せてゆくか、シフトチェンジやペダルワーク、そしてそれらを維持する精神力を競う。
元々はアメリカの若者の間での夜中の違法レースが発祥とされている。
サーキット競技とは異なり、ドラッグレース専用のハイパワー競技車の場合は数秒、ストックの市販車でも十数秒から二十数秒で勝敗が決し、またスタート前のバーンアウト（Burn out, バーンナウトとも）および、場合によっては走行中にも濛々と上がる白いタイヤスモークやナイトラス・オキサイド・システムのパージバルブを作動させたときに出る白煙、直管（サイレンサー無しの排気管）から盛大な音を響かせるエンジン等、見た目にもインパクトが強い競技でもある。そのため、競技としてではなく興行として行われることもある。
発祥地のアメリカではさまざまなクラスに分けられ、全米規模の協会（全米ホットロッド協会）が1951年に結成されるなど、モータースポーツとしての地位を確立している。日本国内ではJDDAやビッグエンドレーシングクラブ（BERC）のレースが知られているが、一番歴史が古くトップフューエルからナンバー付き車両まで一番エントリー台数が多いのは2012年に20回目を迎えた、富士スピードウェイで毎年7月の最終日曜日に開催されるスーパーアメリカンフェスティバルである。

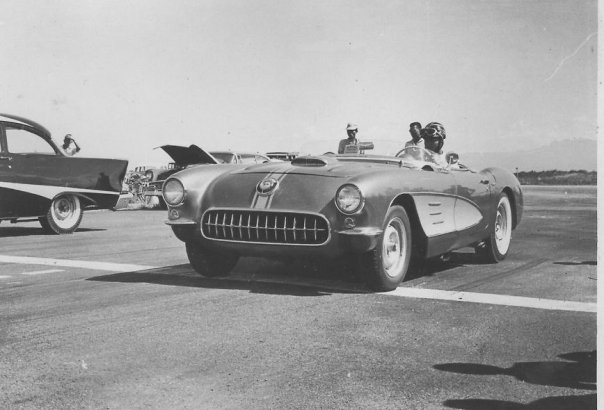
初期のドラッグレース

## 歴史
当初は競技場の設定やレギュレーションなどといった競技化はされていない。
日本では1950年代に進駐軍のオートバイクラブが滑走路を利用して盛んに1/4マイル(約400m)レースを行っていた。
アメリカのドラッグレース団体「NHRA（ナショナル・ホット・ロッド・アソシエーション）」の発足（1951年）と競走の実施が、競技としてのドラッグレースの始まりとされる。（全米ホットロッド協会とも訳される）

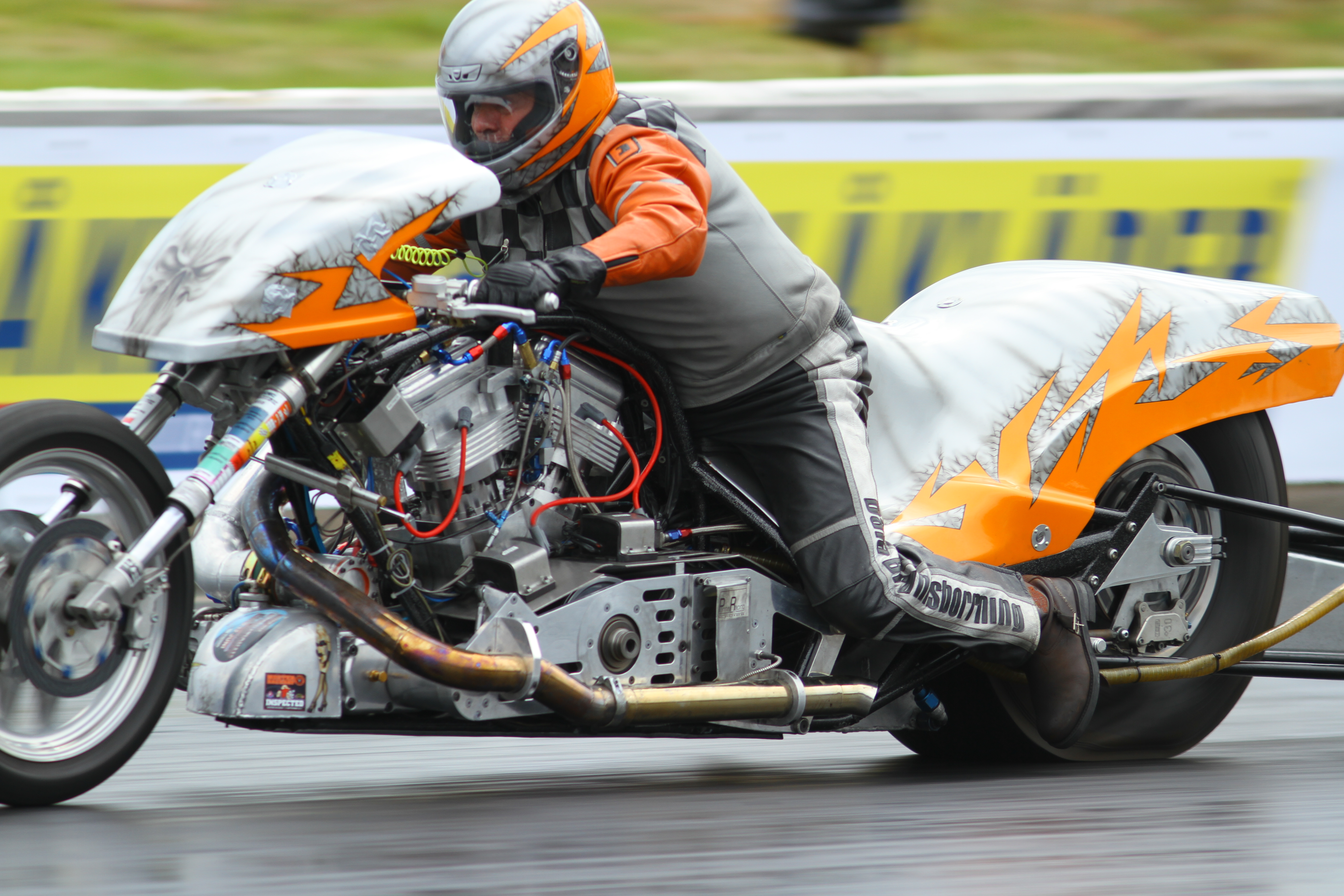
バイクによるドラッグレース

## 競技
ほとんどの場合1対1のトーナメント方式で競技が行われるが、ラスベガス・モーター・スピードウェイ併設の「The Strip at LVMS」とシャーロット・モーター・スピードウェイ併設の「zMAX Dragway」は4レーン用意されていて、4人中1名の勝ち抜けでトーナメントが進行する。
最高峰のトップフューエルクラスでは5000馬力を超えるエンジンを搭載し、スタートからゴールまで4秒台で駆け抜けその時の最高速は500km/hを超える。この速度では通常のブレーキでは能力が不足するため、ドラッグシュート（落下傘（パラシュート）状の、一種の空力ブレーキ）で減速する。なおこのクラスでは一度走るごとにエンジンのフルオーバーホールを行い、燃費はリッター5 - 6mと言われている。またジェットエンジンを搭載したクラスもある。競技時間が非常に短いためラジエターなど冷却装置を持たない。
他のクラスではスポーツカーやその他スクーターからセムアイ（セミトレーラー用トラクターヘッド）やスノーモービルなどの特殊な競技車まで、多種多様な車種で行われる。車種は通常競技では統一しているが、興行の場合は異なる車種（スーパースポーツバイク対スーパーカーなど）で行われることもある。公道での違法ドラッグレースはかつて日本でも行われゼロヨン族として問題になったことがある。
距離は特に定められていない。ルールによって短い距離で行うこともあれば、長い距離で行うこともあるが、1/4マイル（約402m）で行われることが多い。NHRAではプロストックは1/4マイルだが、ファニーカー&トップフューエルクラスでは車速が上がりすぎたため、1000feet(304.8m)に短縮された。
日本では1/4マイルの近似値として0-400mとしたため、ゼロヨンと呼ぶ。

### バーンアウト
スタート直後から巨大なトルクを路面に確実に伝えるため、ドラッグレースではしばしばバーンアウトが行われる。バーンアウトとは、スタート前に意図的にタイヤを空転させて加熱させる行為であるが、同時に路面にタイヤのラバーを焼き付けて摩擦係数を上げる意味も持ち合わせている。この行為によって、空転するタイヤから凄まじい白煙があがる。

### クリスマスツリー

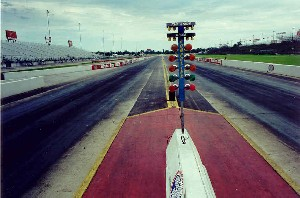
ドラッグレースを行う為に左右にコースを分断された「ドラッグストリップ」。中央に見えるシグナルは通称「クリスマスツリー」と呼ばれる。

ドラッグレースは「ドラッグストリップ」と呼ばれる左右に分断された直線コース（レーン）で開催される。左右に分断されたその中央には通称「クリスマスツリー」と呼ばれる各種信号が縦に並列にならんだシグナルシステムが存在する。一般的なクリスマスツリーにあるシグナルは、上から順に下記に意味がある。
プレステージライト
プレステージライト（Pre-Stage Indicator Lights）とは、スタートライン手前にある1本目の光電管センサーを跨ぐ事で黄色いライトが点灯する。スタートラインの15cm手前であることを知らせる意味で設置されている。
ステージライト
ステージライト（Stage Indicator Lights）とは、前述のプレステージライトの先15cm地点にある2本目の光電管センサーを跨ぐことで点灯する。プレステージライトの下にあり、形状もライトの色もプレステージライトと同じである。このライトを点灯させた事によって、車両がスタート準備に入った事を意味して知らせる。複数車両で競技する場合、左右のレーンの車両が共にステージライトを点灯させた後に、下記のカウントダウンライトが点灯を開始する。
カウントダウンライト
カウントダウンライト（Countdown Lights）とは、競技に参加する全車両がステージライトを点灯させた後に始動し始めるシグナルである。前述までのプレステージおよびステージライトと形状や色が異なる場合が多く、多くのクリスマスツリーでは橙色が採用されている。したがって日本ではスリーアンバーライト（Three Amber Lights）とも呼ばれる。但し、クリスマスツリーは信号機に由来したスターティングシステムである為、このカウントダウンライトは黄色で行われる場合もある。
ストックスタートの場合は上から順に0.5秒毎にカウントダウンを行うように下に点灯する。競技のシリーズによっては、一度点灯したカウントダウンライトが（交通信号機のように）消灯しながら下に降りていくものもある。
プロスタートの場合、カウントダウンを行うことなく3つのライトが同時に0.4秒間点灯する。
これらの点灯を行った後、スタートを知らせるグリーンライトが点灯する。
グリーンライト
グリーンライト（Green Light）とは、スタートを知らせる緑色のシグナルである。前述の通りプロスタートの場合はカウントダウンライトが0.4秒点灯した後にグリーンライトが点灯する。
ストックスタートの場合、カウントダウンの点灯ディレイに準拠する為、一番下のカウントダウンライトが点灯した0.5秒後にグリーンライトが点灯する。
レッドライト
レッドライト（Red Light）とは、フライングスタートを行った事を知らせる為のシグナルである。
グリーンライトが点灯する前にステージライトを消灯させた場合レッドライトが点灯する。フライングスタートは反則行為である為、計測タイムは無効となり敗北となる。
あくまでも「ステージライトの消灯」で判断されるため、プレステージライトは消灯させても問題ない。そのためあえてタイヤ半個分前に車をセットする「ディープステージ」と呼ばれるテクニックもある。

## 市販車における加速性能
市販車等の性能を表す一つの物差しとしてもゼロヨンのタイムが使われることがある。かつてはメーカーがカタログスペックの一つとしてゼロヨンのタイムを掲載することもあった（少なくとも、かつての日本車・韓国車のカタログ・CMで見られることがあった。SS：スタンディングスタート4分の1マイルx秒と表記される場合もある）。
自動車趣味において、優れた加速性能を持ちながらも、いわゆる「シャシ」がプアで、ブレーキング、ハンドリング、コーナリングなどの性能がまるで伴っていない、「SS 1/4のタイムのみが取り柄」のような車に対し、そのアンバランスな魅力を認める、愛情を込めた揶揄として、「直線番長」の「称号」が与えられることがある。また、「エンジン・ファスター」という呼び名もある。

また、かつての国鉄専用に用意される高速バス車両の性能要件には、｢ゼロヨン29秒以内｣というものが含まれていた。これは元々、高速道路上のバス停から発車し、素早く安全に本線車道に合流することを考慮したものである。国鉄専用形式はこのために、大出力自然吸気エンジンと、1速を発進ギアとする特別なギア比のマニュアルトランスミッションを装備していた（この目的では、日本では「ゼロヒャク」とも言われる100 km/hまでの加速時間（en:0 to 60 mph）のほうが直接的な指標ではある）。